# 441 a.C.
Il 441 a.C. (CDXLI a.C. in numeri romani) è un anno  del V secolo a.C.

## Eventi
- Roma: 
  - consoli Manio Papirio Crasso e Gaio Furio Pacilo Fuso